# بلورات لدنة

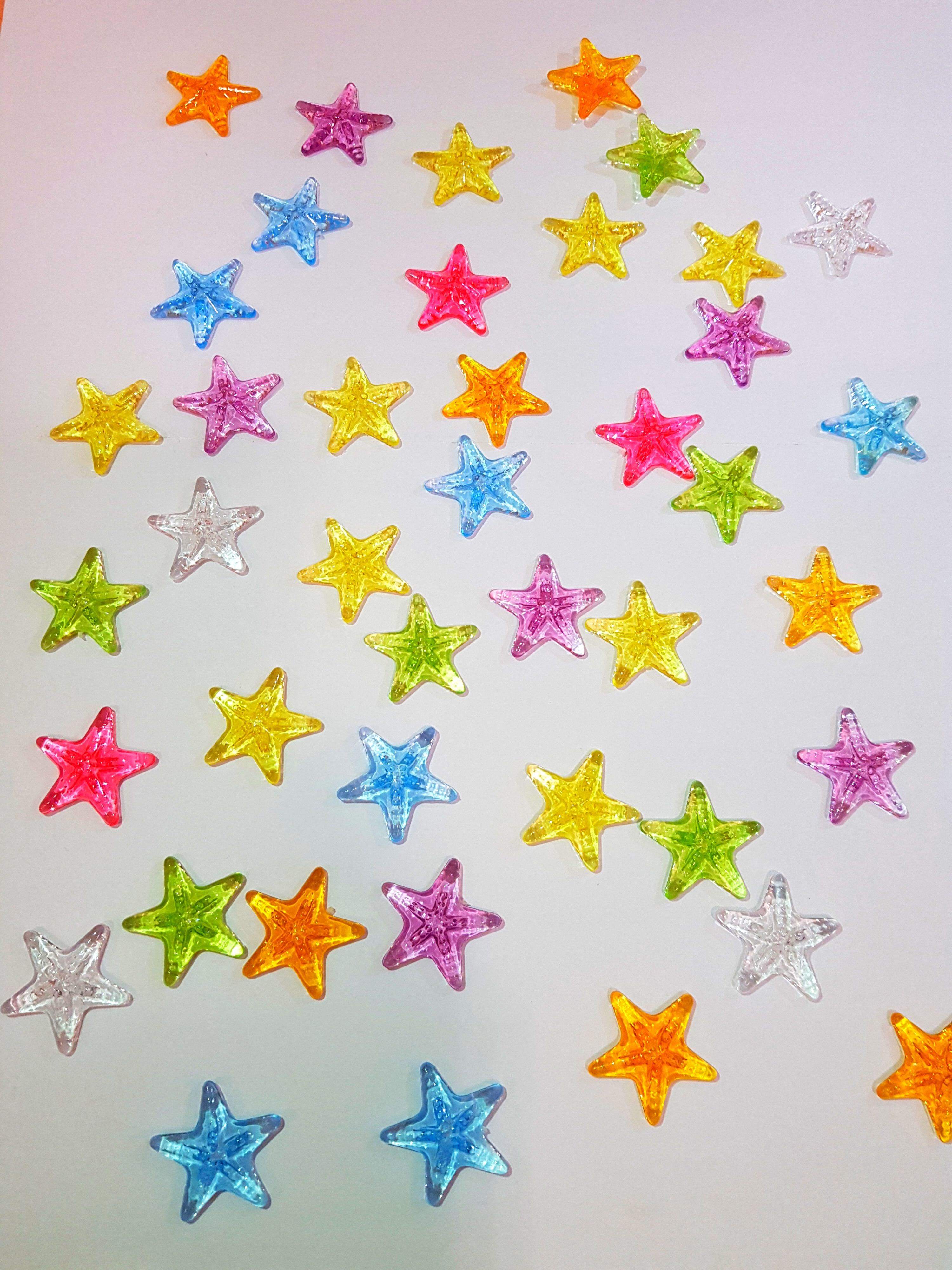

تتكوّن البلورات اللدنة من جُزيئاتٍ تترابط مع بعضها البعض بشكلٍ ضعيفٍ ما يُكسبها قدرًا من حريّة الحركة، ويشير اسمها إلى درجةٍ من النعومة، أو بشكلٍ أدق إلى درجةٍ من قابليّة هذه الجُزيئات على التشكّل، وهي تشبه الشمع المُذاب.
إذا اعتبرنا درجة الحريّة المُشار إليها لهذه الجُزيئات هي حريّة الجُزيء في الدوران حول مركزه، فإنّنا نستطيع القول أنّ هذه الجزيئات تتواجد في طور الدوران، ولعلّ أبرز مثالٍ على البلورات اللدنة التي تتميّز بهذا النوع من الجُزيئات هي جُزيء ميثان 1 وجُزيء إيثان 1 المُعدّلان كيميائيًا.
بالإضافة إلى وجود جُزيئات البلورات اللدنة، هناك أيضًا أيونات لهذه البلورات، وخاصة الأيونات العضويّة للبلورات اللدنة (OPICs). هذا النوع من البلورات هو عبارة عن أملاحٍ عضويّةٍ بروتينيّةٍ صلبة، تتكوّن نتيجة نقل بروتونٍ من الأحماض البرونوستيديّة -وهي تلك الأحماض التي تقبل بنقل البروتون الخاص بها إلى الحالة القاعديّة منها- إلى القواعد البرونوستيديّة. لا تتواجد تلك الأملاح العضويّة في الحالة الصلبة فقط، فقد تتواجد أيضًا في الحالة السائلة عند تعرّضها للانصهار، وتتواجد هذه الحالة من المادة من الموصلات الفائقة للبروتونات في درجات الحرارة المرتفعة، في أغشية خلايا الوقود التي تقوم بهذا النوع من العمليّات الكيميائيّة والحيويّة.
لكن، إذا قلّت درجة حريّة الحركة لجُزيئات البلورات اللدنة، فإنّها ستبدأ بالتحوّل لأحد أنواع الزجاج، وبالتالي تحوّل المادة من حالة إلى حالة أخرى مختلفةٍ تمامًا.
كما أنّ حركة هذه الجُزيئات والحريّة الممنوحة لها ليست دائريّة على الدوام، فقد تكون في بعض الأحيان حريّة الحركة بشكل قفزاتٍ تقوم بها الجُزيئات في عددٍ محدودٍ من الاتجاهات، كما هو الحال في جُزيء رباعيّ بروميد الكربون.
يتميّز نمط حيود أشعة إكس عند تعريضها للبلورات اللدنة بكثافة انتشارٍ قوية، وقممٍ حادّة للغاية، ولكن في حال تواجدت تلك البلورات في صورة مسحوق فستبدو شدّة الحيود هذه وكأنّها ناتجة عن سائلٍ وليس عن بلورات بلاستيكيّة.
أمّا حين تكون هذه البلورات في صورتها الطبيعيّة، فتكون شدّة الحيود منتظمةً للغاية. يمكن الاستفادة من القمم الحادة لمعرفة البنية الأساسيّة للمادة. ازياد معدّل العشوائيّة في الداخل، لن يمكننا من تحقيق ذلك الهدف، لكن يُمكن معرفة مقدار تلك العشوائيّة ومدى تأثيرها على المادة.
ومع تطوّر الدراسات الحديثة وخصوصًا الكشف عن المادة بواسطة الأشعة السينكروترونيّة، فإنّ دراسة هاتين الخاصيتين أصبحت ممكنةً.

## الفارق بين البلورات اللدنة والبلورات السائلة
البلورات اللدنة -مثل البلورات السائلة- هي عبارة عن مرحلةٍ انتقاليّة من الحالة الصلبة الحقيقيّة إلى الحالة السائلة الحقيقيّة. العامل المشترك الآخر بينهما هو الأنماط المنتظمة والعشوائيّة في النظام الداخليّ لكلٍّ منهما.
بالمقابل، يظهر الفارق بينهما جليًا من خلال حيود الأشعة السينيّة، إذ يكون الحيود في البلورات واسعًا جدًا كما أنّ قممها غير حادة، وذلك يعود لترتيب جُزيئاتها المتقاربة من بعضها، على عكس البلورات اللدنة التي تظهر بشكلٍ كرويّ، وبالتالي قد يظنّ المرء أنّ بنيتها غير منتظمة أو متضاربة.